# Alain Gaigneron de Marolles
Pour les articles homonymes, voir Marolles.
Alain De Gaigneron de Marolles, né le 4 février 1927 à Paris et mort dans cette même ville le 13 janvier 2000, est un général français qui fit l'essentiel de sa carrière au sein des services secrets français, le Service de documentation extérieure et de contre-espionnage (SDECE).
Il fut chef du service Action puis directeur du Renseignement du SDECE de 1974 à 1980, sous la direction d'Alexandre de Marenches.

## Famille
Alain Gaigneron Jollimon de Marolles est issu d'une famille d'ancienne bourgeoisie originaire de Touraine, établie à la Martinique au XVIIe siècle. Cette famille békée était propriétaire de la plantation et de la sucrerie Grande Case, au Lamentin.

## Biographie
Alain de Marolles est admis comme élève officier à l'École spéciale militaire de Saint-Cyr (promotion de Garigliano) au cours des années 1949-1951. Breveté parachutiste, il rejoint officiellement l'arme du Train.

### Indochine et Algérie
Affecté en Indochine, il rejoint les commandos Nord Viet-Nam au sein de la 11e demi-brigade qui était alors le bras armé du service « Action » des services secrets français, chargé des opérations spéciales. 
Puis il sert comme capitaine au 11e régiment parachutiste de choc, qui est chargé des actions secrètes en Afrique du Nord.
Avec le commandant Freddy Bauer — dit « commandant Freddy » — lui aussi cadre du 11e choc, il est impliqué dans des actions menées avec le Service Action au Sénégal en 1960 dans le cadre de l’opération de déstabilisation du régime du président guinéen Sékou Touré (probable opération Persil).

### Directeur du Renseignement et chef du Service Action du SDECE
De retour à Paris, Marolles est nommé chef de cabinet du général Catroux à la grande chancellerie de la Légion d'honneur, puis il est auditeur à l'Institut des hautes études de défense nationale (IHEDN).
Il retourne au SDECE où il devient l'un des adjoints du directeur du renseignement, le général René Candelier. 
En juin 1974, succédant au colonel Morbieu, il est nommé à la tête du Service Action qui réunit de 700 à 800 civils et militaires spécialistes des actions clandestines.
Il est promu au grade de colonel en juillet 1976.
Fin octobre 1979, il succède au général Candelier à la tête de la direction du Renseignement.
Au cours du mois de septembre 1980, le colonel de Marolles demande à être déchargé de ses responsabilités. Il semble que ce départ, qui a entraîné des troubles au SDECE, vienne d'un désaccord sur la politique à mener en Afrique, et sans doute à suite de l'échec d'une opération de déstabilisation en Libye. Il est remplacé par le colonel Jacques Fouilland, précédemment, adjoint au directeur général du SDECE Alexandre de Marenches.
Il est toutefois promu général de brigade en mars 1981 dans la deuxième section (cadre de réserve).

### Consultant en géostratégie
Le général de Marolles devient consultant en géostratégie et publie en 1984 un ouvrage sur les risques géostratégiques (L'ultimatum : Fin d'un monde ou fin du monde ?).

## Distinctions
- Officier de l'ordre national de Mérite
- Officier de la Légion d'honneur

## Ouvrage
- Alain de Gaigneron de Marolles, L'ultimatum : fin d'un monde ou fin du monde ?, Plon, coll. « Omnibus », 1984, 190 p. (ISBN 978-2-259-01149-5).